# 3 starturi
3 starturi (în poloneză Trzy starty, în traducere „Trei starturi”) este un film dramatic alb-negru polonez din 1955, regizat de soții Ewa Petelska⁠(d) și Czesław Petelski⁠(d) și de Stanisław Lenartowicz⁠(d). Filmul este compus din trei segmente separate care prezintă povestea a trei tineri sportivi, care, din diferite motive, ratează primele competiții la care participă.

## Rezumat
Filmul este compus din trei segmente autonome despre trei tineri sportivi. Segmentele descriu diverse probleme ale eticii sportive și, cu toate că nu au legătură între ele, au însă o tematică comună: experimentarea primului eșec.
Primul segment („Nowela pływacka”) prezintă povestea Hankăi Klimczakówna (Elżbieta Polkowska), o tânără înotătoare care se pregătește pentru participarea la Campionatul Național al Poloniei. Hanka este îndrăgostită de Tadeusz Zaremba (Ryszard Ostałowski), iar această dragoste nefericită își pune amprenta asupra activității sale sportive și o face să piardă competiția. Protagonistul celui de-al doilea segment („Nowela bokserska”) este tânărul boxer Józef Walczak (Jerzy Antczak⁠(d)), care se implică într-o bătaie cu niște huligani (interpretați de Zbigniew Stokowski, Józef Łodyński⁠(d) și Ferdynand Solowski) și este descalificat de arbitri din competiția de box la care era înscris. În cel de-al treilea segment („Nowela kolarska”) tânărul ciclist Mietek Leśniak (Zbigniew Cybulski) își abandonează un prieten care avea nevoie de ajutor în timpul unei curse și, alegând să sacrifice prietenia în schimbul victoriei, câștigă astfel competiția.

## Distribuție
Nowela pływacka
- Elżbieta Polkowska — Hanka Klimczakówna, o tânără înotătoare
- Zdzisław Karczewski⁠(d) — Majewski „Karramba”, antrenorul Hankăi
- Ryszard Ostałowski — Tadeusz Zaremba, iubitul Hankăi
- Bogumił Kobiela⁠(d) — Stefan
- J. Wokrój — Zuza, prietena Hankăi
- Barbara Rachwalska⁠(d) — mama Hankăi
- Adam Daniewicz — tatăl Hankăi
- Zygmunt Zintel⁠(d) — Karaś, pasagerul din tren
- Zbigniew Jabłoński — ziarist
- Leon Niemczyk — fotoreporter la Express
- Edward Wichura⁠(d) — funcționarul clubului sportiv
- Feliks Żukowski⁠(d) — arbitrul competiției de înot
- Maria Kaniewska⁠(d) — profesoara de canto (nemenționată)

Nowela bokserska
- Jerzy Antczak⁠(d) — Józef Walczak, un tânăr boxer
- Janusz Kłosiński⁠(d) — Balcerzak, antrenorul lui Walczak (actorul apare și în celelalte segmente, în secvențele din tren)
- Katarzyna Łaniewska — Basia, iubita lui Walczak
- Zbigniew Stokowski — huliganul Władzio Zadura
- Józef Łodyński⁠(d) — huliganul Gienek
- Ferdynand Solowski — huliganul Felek
- R. Trzęsowski — Franciszek Gubała, adversarul lui Walczak din competiție
- Stanisław Jaworski⁠(d) — maistrul lui Walczak de la oțelărie
- Ryszard Kotas — Edek, partenerul de antrenament al lui Walczak
- Wacław Kowalski⁠(d) — lucrătorul feroviar amuzant
- Włodzimierz Kwaskowski — reporterul care transmite meciul de box
- Roman Polański — fratele Basiei, care ascultă meciul de box la radio
- Maria Żabczyńska — mama lui Walczak
- Ryszard Filipski⁠(d) — Mietek, colegul lui Walczak (nemenționat)
- Ludwik Wytysiński (nemenționat)

Nowela kolarska
- Zbigniew Cybulski — Mietek Leśniak
- Jerzy Smyk⁠(d) — Tolek Pilarski
- Adam Brodzisz⁠(d) — Kałużny, arbitrul competiției de ciclism
- Krystyna Denisiuk — Zosia
- Mieczysław Łoza — mecanic, tatăl Zosiei
- Witold Skaruch — jurnalist
- Waldemar Skrabacz — capitanul echipei de ciclism
- Stanisław Igar⁠(d) — oratorul de la linia de sosire
- Bogdan Baer⁠(d) — ciclist
- Jerzy Kaczmarek — concurentul care-și bătea joc de Leśniak
- Józef Pieracki⁠(d) — bețivul de la linia de sosire
- Jarema Stępowski⁠(d) — trompetist, membru al orchestrei de la linia de sosire
- Stanisław Bareja — ciclistul „mâncău” (nemenționat)
- Mieczysław Czosnowski (nemenționat)

## Producție
Filmul a fost produs de compania Wytwórnia Filmów Fabularnych⁠(d) din Łodz. Filmările au avut loc în mai multe orașe: Varșovia, Bielsko-Biała (piscina „Panorama” de pe strada Konopnicka, un complex istoric de natație inaugurat în 1936), Cracovia, Nowa Huta și Wałbrzych (stadionul „Górnik”, unde se încheie cursa de ciclism, Liceul nr. I). Primul segment („Nowela pływacka”), care a avut la bază o idee a lui Leopold Tyrmand, a fost regizat de Ewa Petelska⁠(d) și filmat de Zbigniew Czajkowski, al doilea segment („Nowela bokserska”), care s-a inspirat din nuvela „Bierz rękawice!” a lui Marian Promiński, a fost regizat de Czesław Petelski⁠(d) și filmat de Czesław Świrta, iar cel de-al treilea segment („Nowela kolarska”), inspirat din nuvela „Zwycięstwo będzie za metą” (1954) a lui Stanisław Dygat⁠(d), a fost regizat de Stanisław Lenartowicz⁠(d) și filmat de Antoni Wójtowicz.
S-a filmat pe peliculă alb-negru; lungimea peliculei este de 2800 de metri, iar durata filmului este de 102 minute.